# Thamnotettix gazella
Thamnotettix gazella är en insektsart som beskrevs av Alexander Fyodorovich Emeljanov 1962. Thamnotettix gazella ingår i släktet Thamnotettix och familjen dvärgstritar. Inga underarter finns listade i Catalogue of Life.